# Афантазия

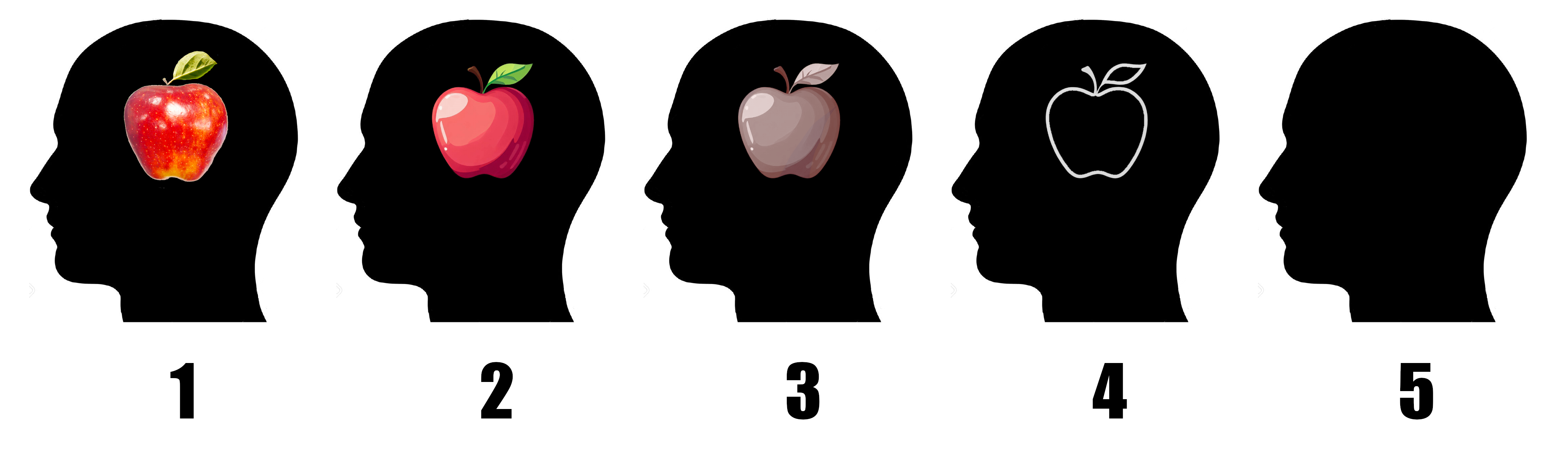
Представление того, как люди с разными способностями к визуализации могут представить себе яблоко. Первое изображение яркое и фотографичное, уровни со 2 по 4 демонстрируют всё более простые и блеклые изображения, а последнее, представляющее полную афантазию, вообще не показывает никакого изображения

Афантазия (от др.-греч. ἀ- — «без» и φαντασία — «фантазия, психический образ») — психофизическое состояние, при наличии которого человек не имеет способности осознанно создавать образы перед «мысленным взором». 
В случае наличия данного состояния человек обладает возможностью мысленно испытывать ощущения (напр., визуализировать изображение) только при условии получения информации из внешнего мира при помощи какого-либо органа чувств (напр., зрительной системы) и не имеет возможности по собственному усмотрению «создавать» и испытывать ощущения при отсутствии соответствующей сенсорной информации. 
У разных людей афантазия может затрагивать один или несколько различных видов ощущений в разной степени, таким образом, состояние представляет собой спектр, начинающийся от полной невозможности «создавать» и испытывать ощущения, относящиеся ко всем видам чувств, и заканчивающийся возможностью «создавать» слабо выраженные ощущения (оцениваемые в десятые доли 1 балла из 5 общих по шкале опросника VVIQ — Vividness of Visual Imagery Questionnaire). 
Понятие введено группой исследователей из Эксетерского университета в исследовании 2015 года, опубликованном в журнале Cortex.
Сам феномен впервые описал Фрэнсис Гальтон в 1880 году в статье в журнале «Mind». 
Согласно оценкам, афантазия в той или иной степени выражается у 2 % населения. ("Existing data suggest a frequency of around 2% but there is no fully reported large scale study" — из исследования "Lives without imagery – Congenital aphantasia").